# Mathias Wolff
Pour les articles homonymes, voir Wolff.
Compléments
Wolff est le fondateur de la congrégation des religieuses de 'Jésus, Marie et Joseph'
Mathias Wolff, né le 9 mars 1779 à Diekirch (Luxembourg) et décédé le 31 octobre 1857 à Culemborg (Pays-Bas), est un prêtre jésuite luxembourgeois. Entré dans la Compagnie de Jésus dès qu’elle fut rétablie il passe toute sa vie apostolique aux Pays-Bas où il est surtout connu comme fondateur de la congrégation religieuse de Jésus, Marie et Joseph [JMJ] destinée à l’éducation des jeunes filles. 

## Biographie
Sa première éducation commence dans une école du Luxembourg, mais à l’âge de 12 ans (en 1791) il entre à l’école monastique de l’abbaye de Stavelot (aujourd’hui en Belgique). Pour éviter d’être enrôlé de force dans les forces révolutionnaires française il fuit à Cologne, en Allemagne. Il y étudie la philosophie et la théologie sous la direction d’anciens jésuites. Ordonné prêtre le 25 avril 1802 à Cologne il retourne dans son pays natal où il est d’abord vicaire à Useldange et, après avoir enseigné quelque temps au petit séminaire de Metz, il est curé de la paroisse de Dudelange (1808-1815).
Dès qu’il apprend que Pie VII a restauré universellement la Compagnie de Jésus (7 août 1814) il demande à y être admis. Il entre au noviciat semi-clandestin installé au château de Rumbeke, au royaume uni des Pays-Bas (aujourd'hui : Belgique) le 13 février 1815. Avant qu’il l’ait terminé il est envoyé dans la résidence de Culemborg des Pays-Bas. Bientôt il est supérieur religieux de la mission des Pays-Bas (1822-1834), supérieur de la résidence de Nimègue (1834-1846) et de nouveau supérieur à Culemborg (1846-1849).
Partout où il prêche il promeut les associations, fraternités et confréries pieuses pour soutenir les fidèles dans la foi catholique. L’une de ces associations pieuses se développe en la ‘Compagnie de Jésus, Marie et Joseph’ [JMJ] une congrégation religieuse féminine consacrée à l’éducation des jeunes filles. La fondation (en 1822) lui prend beaucoup de temps, et lui donne d’ailleurs du souci.  En 1849 la congrégation se scinde en deux, l’une et l’autre branche (les Sœurs de Notre-Dame’) se développant considérablement. La congrégation originale - les religieuses de Jésus, Marie et Joseph - ont des maisons et écoles aux Pays-Bas, États-Unis, Inde, Allemagne et Indonésie. Elle compte 1287 membres, en 2013.
Très engagé dans les missions paroissiales il donne également des retraites. Il est le premier à donner les Exercices Spirituels de saint Ignace à des prêtres, aux Pays-Bas, en 1837. En 1838 il proteste publiquement contre l’arrestation par les russes de l’archevêque de Cologne, Clément Droste zu Vischering. Vivant aux Pays-Bas il promeut également la canonisation de Pierre Canisius, un fils de la ville de Nimègue. 
Mathias Wolff meurt le 31 octobre 1857 à Culemborg, aux Pays-Bas. Il a 78 ans. Les religieuses de Jésus, Marie et Joseph, qui ont une grande vénération pour leur fondateur ont entrepris les démarches préliminaires pour le voir un jour béatifié.